# Петриков (Днепропетровская область)
Пе́триков (укр. Петриків) — село,
Покровский поселковый совет,
Покровский район,
Днепропетровская область,
Украина.
Код КОАТУУ — 1224255109. Население по переписи 2001 года составляло 6 человек .

## Географическое положение
Село Петриков находится на расстоянии в 0,5 км от сёл Скотоватое и Ровное (Васильковский район).
Рядом проходит железная дорога, станция Чаплино в 3-х км.

## История
- 1827 — дата основания.